# 日清オイリオグループ
日清オイリオグループ株式会社（にっしんオイリオグループ、The Nisshin OilliO Group, Ltd.）は、東京都中央区に本社を置く日本の食用製油会社であり調味料等の大手食品メーカーでもある。
コーポレートステートメントは「植物のチカラ」で、それ自体が登録商標（日本第4548319号ほか）である。

## 概要
「日清サラダ油」をはじめとする「日清」ブランドの商品は、日清製油（1907年創業）によって製造・販売されており、丸の中にナイフとフォークをX字に交差させたマーク（ナイフフォークマークと呼んでいた）とともに長らく親しまれていた。
2002年、日清製油はリノール油脂（三菱商事系）、ニッコー製油（前身は日本興油）と経営統合。日清製油は持株会社となって商号を日清オイリオグループ株式会社に改め、日清製油の事業部門は会社分割されて子会社の日清オイリオが設立された。2004年、日清オイリオグループ株式会社（純粋持株会社）、日清オイリオ、リノール油脂、ニッコー製油の4社が合併し、改めて日清オイリオグループ株式会社が発足した。
社名のOilliO（オイリオ）とは、油を意味する英単語「Oil」にそれを反転させた「liO」を重ねた言葉で、製油業の原点を大切にしながら新しい分野へ次々とチャレンジしていくという意志が込められている。ロゴマークはフジタ工業などのロゴマークを作成した伊藤勝一が作成した。
なお、日清食品、日清製粉、日清紡績、日清医療食品など、日本国内には「日清」を冠した著名な企業がいくつか存在するが、それらとの資本関係は特にない。

## 沿革
- 1907年 - 大倉喜八郎、松下久治郎により日清豆粕製造株式会社の名称で創立。社名の由来は日本の「日」と清（現在の中華人民共和国など）の「清」をとったもの。東京市に本社、大連に支店および工場を建設。大豆油および大豆粕の製造加工並びに貿易を行う。
- 1918年 - 日清製油株式会社に社名変更。横浜市にあった松下久治郎商店および松下豆粕製造所（後の横浜工場→横浜神奈川工場）を合併。
- 1924年 - 日本初のサラダ油「日清サラダ油」を発売。
- 1947年10月 - 東浜油脂株式会社を設立。
- 1949年6月 - 東京証券取引所第1部に上場。
- 1959年 - 攝津製油株式会社（現・セッツ株式会社）の経営に参加。
- 1966年5月 - 東浜油脂株式会社がリノール油脂株式会社に商号変更。
- 1972年3月 - サラダドレッシング「日清サラドレ」を発売。
- 1980年
  - 3月 - 鶏卵を使わずに作った、純植物性マヨネーズタイプ「日清マヨドレ」を発売。
  - 丸紅と日清製油の共同出資により、ニッコー製油株式会社を設立。
- 1985年 - 果汁入り飲料「ハチミツ通り」を発売。
- 1992年 - キャノーラ油「日清キャノーラ油」を発売。
- 1996年 - 「BOSCOオリーブオイル」を発売。
- 2002年 - 日清製油、リノール油脂、ニッコー製油の3社経営統合により、「日清オイリオグループ」誕生。商号を日清オイリオグループ株式会社に変更し、持株会社に移行する。同時に日清製油の営業部門を分社化し、日清オイリオ株式会社を設立。
- 2003年 - 特定保健用食品として体脂肪がつきにくい「ヘルシーリセッタ」を発売。
- 2004年
  - 特定保健用食品「ヘルシーコレステ」を発売。
  - 日清オイリオ、リノール油脂、ニッコー製油を吸収合併し、新生「日清オイリオグループ株式会社」がスタート。
- 2005年
  - 大連日清製油有限公司（現・中糧日清（大連）有限公司）の新工場稼動。
  - 食と医の融合事業に向けて株式会社アイロムと業務提携。
  - 食用油脂関連商品カテゴリーにおいてJOC（財団法人日本オリンピック委員会）のオフィシャルパートナーを開始。
- 2007年 - ピエトロと資本業務提携。
- 2009年 - 大東カカオを子会社化。
- 2017年 - 攝津製油を完全子会社化。
- 2020年 - 株式会社アールプラスジャパンへ資本参加。
- 2021年 - 「日清オイリオグループ　ビジョン2030」新中期経営計画「Value Up＋」「環境目標2030」を策定
- 2022年 - 経済産業省が認定する「DX認定事業者」に選定
- 2023年 - 製油パートナーズジャパンを設立。
- 2024年 - 「日清ヘルシークリア」を発売

## 主なグループ企業
- セッツ株式会社
- 日清商事株式会社
- 日清物流株式会社
- 株式会社NSP
- 大東カカオ株式会社
- 株式会社日清商会
- 株式会社マーケティングフォースジャパン
- 日清ファイナンス株式会社
- 株式会社ゴルフジョイ
- 日清オイリオ・ビジネススタッフ株式会社
- 株式会社ピエトロ
- 和弘食品株式会社
- 幸商事株式会社

なお、同業（食品メーカー）の日清食品や日清製粉とは創業から無関係で、資本関係もない。

## 主力商品

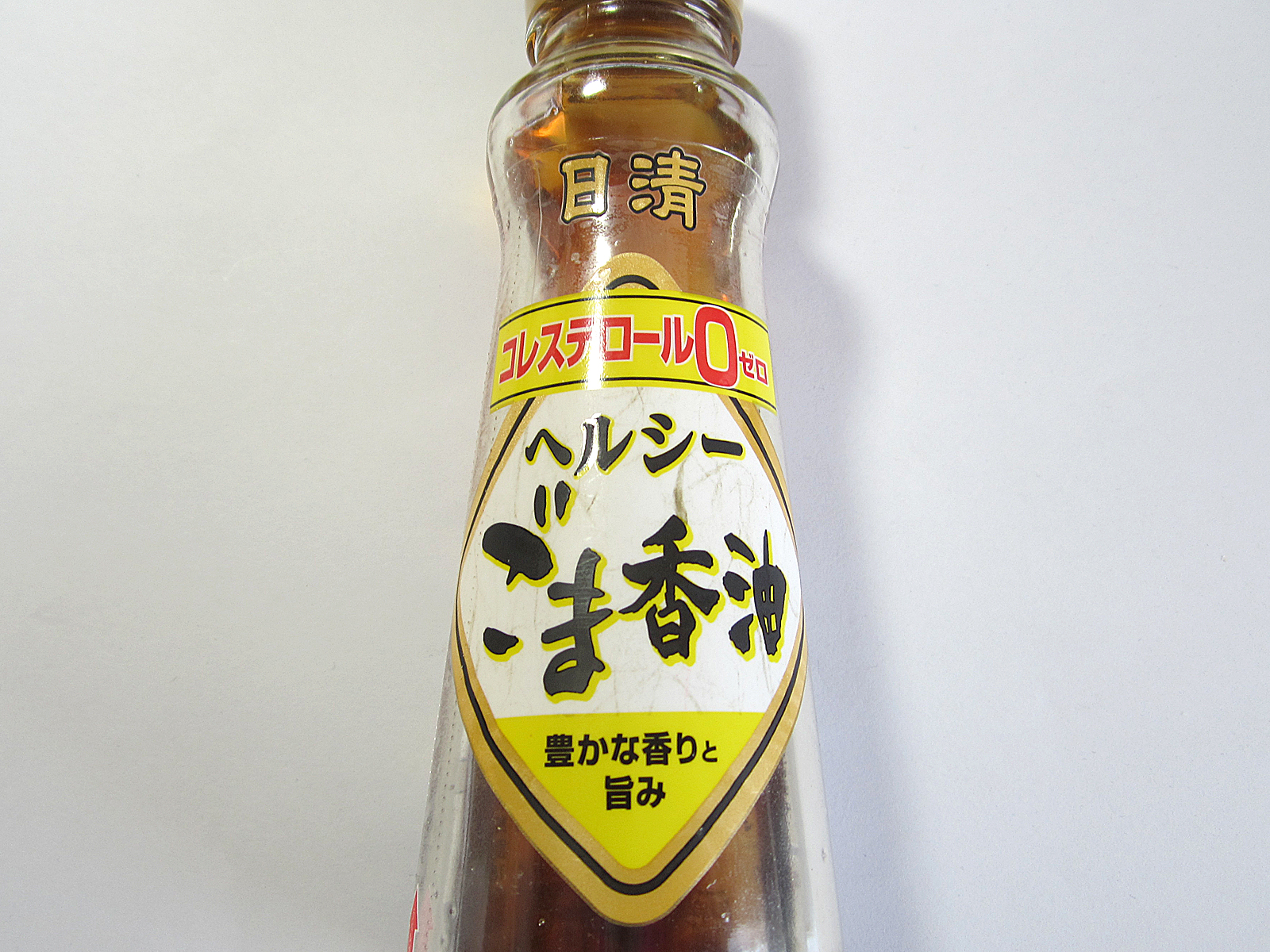
ごま香油（混合油）

家庭用・業務用とも一部商品を除き日清ブランドを使用している。合併前は家庭用でも使われていたリノール・ニッコーブランドは業務用のみ使用。
- 日清ヘルシークリア - 2024年2月28日発売[5]。発売から2ヶ月で累計100万本を達成[6]。
- 日清MCTリセッタ - 植物にも含まれている成分「中鎖脂肪酸」の働きで「体に脂肪がつきにくい」健康オイル
- 日清キャノーラ油
  - 日清キャノーラ油ヘルシーライト
  - 日清キャノーラ&アマニ油
  - 日清キャノーラ油 ナチュメイド
- 日清ヘルシーベジオイル
- 日清ヘルシーオフ
- 日清一番搾りべに花油
- 日清サラダ油
- 日清MCTオイル - 機能性表示食品の届出が出ている[7]
- 日清アマニ油
- 日清有機えごま油
- 日清やみつきオイル
- 日清マカダミアナッツオイル
- 日清ココナッツオイル
- 日清有機エキストラバージンココナッツオイル
- BOSCOオリーブオイル
- 日清純正香りひき立つごま油
- 日清ヘルシーごま香油
- 日清MCTドレッシングソース
- 日清ドレッシングダイエット
- 日清マヨドレ

## 宣伝活動
- 「夏（暮れ）の元気なご挨拶 日清オイリオギフト」のCMソング（社名変更前は“日清サラダ油セット”）は有名。なお歌っていたのは当時15歳の浜田麻里。
- 社名変更前の提供クレジットは「ナイフフォークマークでお元気に 日清サラダ油」で、長らく使われていた。
- 横浜スタジアムのバックネット裏広告を日清サラダ油時代から務めている。
- 横浜F・マリノスのユニフォームスポンサー、かつトップパートナー。
- 日本初のサラダ油「日清サラダ油」発売100周年の2024年には、「日清オイリオグループビジョン2030」を掲げ、広告キャラクターに「ドラえもん」を起用[8]。

### 主なスポンサー番組
テレビCM

#### 現在
- めざまし8（フジテレビ、2022年3月までは月 - 金曜の帯ベルト提供[注 3]）
- 食ノ音色（テレビ朝日）
- テレビ朝日火曜9時枠の連続ドラマ（テレビ朝日）
- ドラえもん（テレビ朝日、2024年3月から）

#### 過去
- 平日8時 - 9時55分枠 フジテレビ系列全国28局ネット
  - 情報プレゼンター とくダネ!
  - おはよう!ナイスデイ→ナイスデイ
  - 小川宏ショー（「ハイ!土曜日です」→「DOサタデー」を含む）
- 19時枠 フジテレビ系列全国27局ネット（TOSを除く）
  - おじゃマップ（2012年1月〜）
  - 水曜スペシャル （同上、2011年10月〜）
  - クイズ!ヘキサゴンII（水曜19時、〜2011年9月）
- 金曜プレステージ（金曜21時）フジテレビ系列全国27局ネット（UMKを除く）
- Vメシ!シリーズ フジテレビ系列
- 強力!木スペ120分 フジテレビ系列
- 奇跡体験!アンビリバボー フジテレビ系列
- 火曜ワイドスペシャル フジテレビ系列
- 夜のヒットスタジオ（DELUXE・SUPERも含めて提供） フジテレビ系列
- チョット待った!! フジテレビ系列
- 運命GAME フジテレビ系列
- フジテレビ水曜10時枠の連続ドラマ（水曜22時、1991年10月〜1992年9月）
- アフタヌーンショー テレビ朝日系列
- 愛のエプロン テレビ朝日系列
- 木曜ミステリー テレビ朝日系列
- 食ノ音色 テレビ朝日
- Beautiful ENERGY アスリートの食卓 BSフジ
- 一発貫太くん フジテレビ系列
- 幸せって何だっけ 〜カズカズの宝話〜 フジテレビ系列
- スーパー戦隊シリーズ テレビ朝日系列 ほか

ラジオCM
- 日清オイリオPresents 榊原郁恵のハッピー・ダイアリー ニッポン放送
- ラジオ時報 JFN系列（平日、13:00）

### 主なスポーツのスポンサー
- 横浜F・マリノス
- 日本大相撲トーナメント
- 横浜マラソン

### CMタレント・キャラクター
2023年6月より「日清MCTオイル」のCMに小芝風花を起用。2024年は「日清サラダ油」発売から100周年を記念して広告キャラクターにドラえもんを起用。2024年5月からは小芝風花とドラえもんの共演CMをシリーズ化、以下のブランドで展開している。
- 日清やみつきオイル（2024年5月17日 - ）[12]
- 日清アマニ油（2024年5月24日 - ）[13]
- 日清MCTオイル（2024年6月7日 - ）[14]
- 日清ヘルシークリア（2024年6月28日 - ）[15]

過去の出演者　
- 二宮和也
- 西畑大吾
- 長友佑都
- 福原愛 JOC（財団法人日本オリンピック委員会）オフィシャルパートナー
- 城島茂 「ヘルシーリセッタ」・「日清キャノーラ油」・日清オイリオギフト
- 山口達也 「ヘルシーリセッタ」・「日清キャノーラ油」・日清オイリオギフト
- 上村愛子 JOC（財団法人日本オリンピック委員会）オフィシャルパートナー
- 荒川静香 JOC（財団法人日本オリンピック委員会）オフィシャルパートナー
- 岡崎朋美 JOC（財団法人日本オリンピック委員会）オフィシャルパートナー
- 加藤条治 JOC（財団法人日本オリンピック委員会）オフィシャルパートナー
- 三浦友和 「ヘルシーリセッタ」・日清オイリオギフト
- 星野真里 「ヘルシーリセッタ」・日清オイリオギフト
- 余貴美子 日清オイリオギフト
- 中山雅史 「日清キャノーラ油」・日清オイリオギフト
- 賀来千香子 「日清キャノーラ油」・日清オイリオギフト
- ジャイアント馬場 日清サラダクリーム
- 岩崎良美 日清サラダ油の豆乳
- 木原光知子 日清サラダ油セット他のCMに1977年 - 1993年の長きに亘り出演
- 長谷川潤 日清MCTオイル
- 広瀬アリス 日清MCTオイル